# 神岡線 (台湾)
神岡線（しんこうせん）は、台湾鉄路管理局の鉄道路線（貨物線）である。
路線は潭子駅で分歧した後、西に向かい油庫駅までを連絡していた。1957年3月5日に全線開通し、1999年7月1日に運行停止となった。

## 駅一覧
所在地は廃止当時の名称。
| 駅名       | 駅番号 | 駅間 キロ | 累計 キロ | 等級 | 接続路線・備考 | 所在地 | 所在地 |
| ---------- | ------ | --------- | --------- | ---- | -------------- | ------ | ------ |
| 潭子駅     | 145    | 0.0       | 0.0       | 三等 | 台中線連絡駅   | 台中県 | 潭子郷 |
| 社口信号場 |        | 4.2       | 4.2       | 廃止 |                | 台中県 | 神岡区 |
| 神岡駅     |        | 4.5       | 8.7       | 廃止 |                | 台中県 | 神岡区 |
| 清泉崗駅   |        | 3.4       | 12.1      | 廃止 |                | 台中県 | 大雅郷 |
| 油庫駅     |        | 1.3       | 13.4      | 廃止 |                | 台中県 | 大雅郷 |